# Saint-Frégant
Saint-Frégant (tiếng Breton: Sant-Fregan) là một xã của tỉnh Finistère, thuộc vùng Bretagne, miền tây bắc Pháp.

## Dân số
Người dân ở Saint-Frégant được gọi là Frégantais.